# Vepris natalensis
Vepris natalensis là một loài thực vật có hoa trong họ Cửu lý hương. Loài này được (Sond.) Mziray miêu tả khoa học đầu tiên năm 1992.